# Jurij Łodygin
Jurij Władimirowicz Łodygin, ros. Ю́рий Влади́мирович Лодыгин, gr. Γιούρι Λοντίγκιν (ur. 26 maja 1990 we Włodzimierzu) – piłkarz rosyjski pochodzenia greckiego grający na pozycji bramkarza. Od 2022 jest zawodnikiem klubu Panathinaikosu.

## Kariera klubowa
Swoją karierę piłkarską Łodygin rozpoczął w Grecji, w klubie Skoda Ksanti. W 2009 roku awansował do kadry pierwszego zespołu. W 2010 roku został wypożyczony do grającego w trzeciej lidze, Eordaikosu. W 2011 roku wrócił do Skody Ksanti. 22 kwietnia 2011 zadebiutował w pierwszej lidze w wygranym 4:2 domowym meczu z Ergotelisem. W sezonie 2012/2013 był  podstawowym bramkarzem Skody.
W czerwcu 2013 roku Łodygin wrócił do Rosji i podpisał trzyletni kontrakt z klubem Zenit Petersburg. Swój ligowy debiut w nim zaliczył 17 lipca 2013 w wygranym 2:1 wyjazdowym meczu z FK Krasnodar.
| Sezon     | Klub               | Kraj   | Rozgrywki           | Mecze | Bramki |
| --------- | ------------------ | ------ | ------------------- | ----- | ------ |
| 2009/10   | Skoda Ksanti       | Grecja | Superleague Ellada  | 0     | 0      |
| 2010/11   | TAP Eordaikos 2007 | Grecja | Gamma Ethniki       | 25    | 0      |
| 2011/12   | Skoda Ksanti       | Grecja | Superleague Ellada  | 1     | 0      |
| 2012/13   | Skoda Ksanti       | Grecja | Superleague Ellada  | 23    | 0      |
| 2013/14   | Zenit Petersburg   | Rosja  | Priemjer-Liga       | 30    | 0      |
| 2014/15   | Zenit Petersburg   | Rosja  | Priemjer-Liga       | 28    | 0      |
| 2015/16   | Zenit Petersburg   | Rosja  | Priemjer-Liga       | 27    | 0      |
| 2016/17   | Zenit Petersburg   | Rosja  | Priemjer-Liga       | 15    | 0      |
| 2017/18   | Zenit Petersburg   | Rosja  | Priemjer-Liga       | 11    | 0      |
| 2018/19   | Zenit Petersburg   | Rosja  | Priemjer-Liga       | 0     | 0      |
| 2018/2019 | Olympiakos Pireus  | Grecja | Super League Ellada | 4     | 0      |
| 2019/2020 | Gaziantep FK       | Turcja | Süper Lig           | 5     | 0      |
| 2019/2020 | Arsienał Tuła      | Rosja  | Priemjer-Liga       | 2     | 0      |
| 2020/2021 | PAS Giannina       | Grecja | Super League Ellada | 17    | 0      |
| 2021/2022 | PAS Giannina       | Grecja | Super League Ellada | 33    | 0      |
| 2022/2023 | Panathinaikos      | Grecja | Super League Ellada | 6     | 0      |
| 2023/2024 | Panathinaikos      | Grecja | Super League Ellada | 19    | 0      |
| 2024/2025 | Panathinaikos      | Grecja | Super League Ellada | 8     | 0      |

## Kariera reprezentacyjna
W latach 2010–2012 Łodygin rozegrał 3 mecze w reprezentacji Grecji U-21. W reprezentacji Rosji zadebiutował 19 listopada 2013 roku w wygranym 2:1 towarzyskim meczu z Koreą Południową, rozegranym w Dubaju. Był powołany na Mistrzostwa Świata w piłce nożnej 2014 w Brazylii, gdzie był zmiennikiem Igora Akinfiejewa.